# Sarah Goodridge
Sarah Goodridge (também referida como Sarah Goodrich) foi uma pintora americana que se especializou em retratos em miniatura. Era a irmã mais velha de Elizabeth Goodridge, também uma miniaturista americana.[carece de fontes?]

## Biografia
Goodridge nasceu em Templeton, Massachusetts, sendo a terceira filha de Ebenezer Goodridge e de sua esposa Beulah Childs, que tiveram seis filhos.  Desde criança começou a desenhar e mostrou uma aptidão para a arte. As oportunidades educacionais para as mulheres eram limitadas na época em que Goodridge vivia, então ela era uma artista autodidata. Ela frequentou a escola do distrito local. Seus primeiros esboços retratavam pessoas ao seu redor e eram feitos em casca de bétula já que ela não tinha os recursos para comprar papel. Na companhia do irmão, William M. Goodrich, ela permaneceu por alguns meses em Milton, Massachusetts, onde frequentou uma escola local. 
Em 1820, ela foi morar com a irmã Eliza em Boston, onde teve aulas e pintou retratos em miniatura de qualidade excepcional. Seu trabalho continuou a melhorar e ela ganhou o suficiente a partir de comissões para sustentar a si e sua família por várias décadas. Sarah finalmente se especializou em miniaturas pintadas em marfim. Suas pinturas foram exibidas em Boston e Washington D.C. .. Depois que sua visão começou a falhar em 1851 , ela se retirou da pintura e se estabeleceu em Reading, Massachusetts. 
Uma das obras mais conhecidas de Goodridge é Beauty Revealed, autoretrato em miniatura dos seus seios nus. Pintado em 1828, o quadro foi um presente da artista para seu amigo íntimo Daniel Webster. A obra se encontra no Museu Metropolitano de Arte em Nova Iorque.